# San Giorgio in Velabro
San Giorgio in Velabro är en medeltida kyrkobyggnad i Rione Ripa i Rom. Kyrkan är helgad åt sankt Göran. Velabro syftar på Velabrum maius, som var en sank dalgång mellan Capitolium och Palatinen. Kyrkan är belägen vid Via del Velabro och tillhör församlingen Santa Maria in Portico in Campitelli.

## Historia
På platsen för dagens kyrka uppfördes under 400- eller 500-talet ett oratorium. Detta oratorium ersattes med en kyrka under påve Leo II (682–683). Kyrkan invigdes vid denna tidpunkt åt den helige Sebastian, martyr under kejsar Diocletianus kristendomsförföljelser. Enligt traditionen slängdes Sebastians kropp i Cloaca Maxima vid denna plats.
I mitten av 700-talet invigdes kyrkan till helgonet Göran, då påve Zacharias lät överföra en relik från sankt Göran från Lateranen till San Giorgio in Velabro.
Strax efter midnatt den 28 juli 1993 detonerade en bilbomb framför kyrkan och hela portiken rasade samman. Den har senare återuppbyggts.

## Bilder

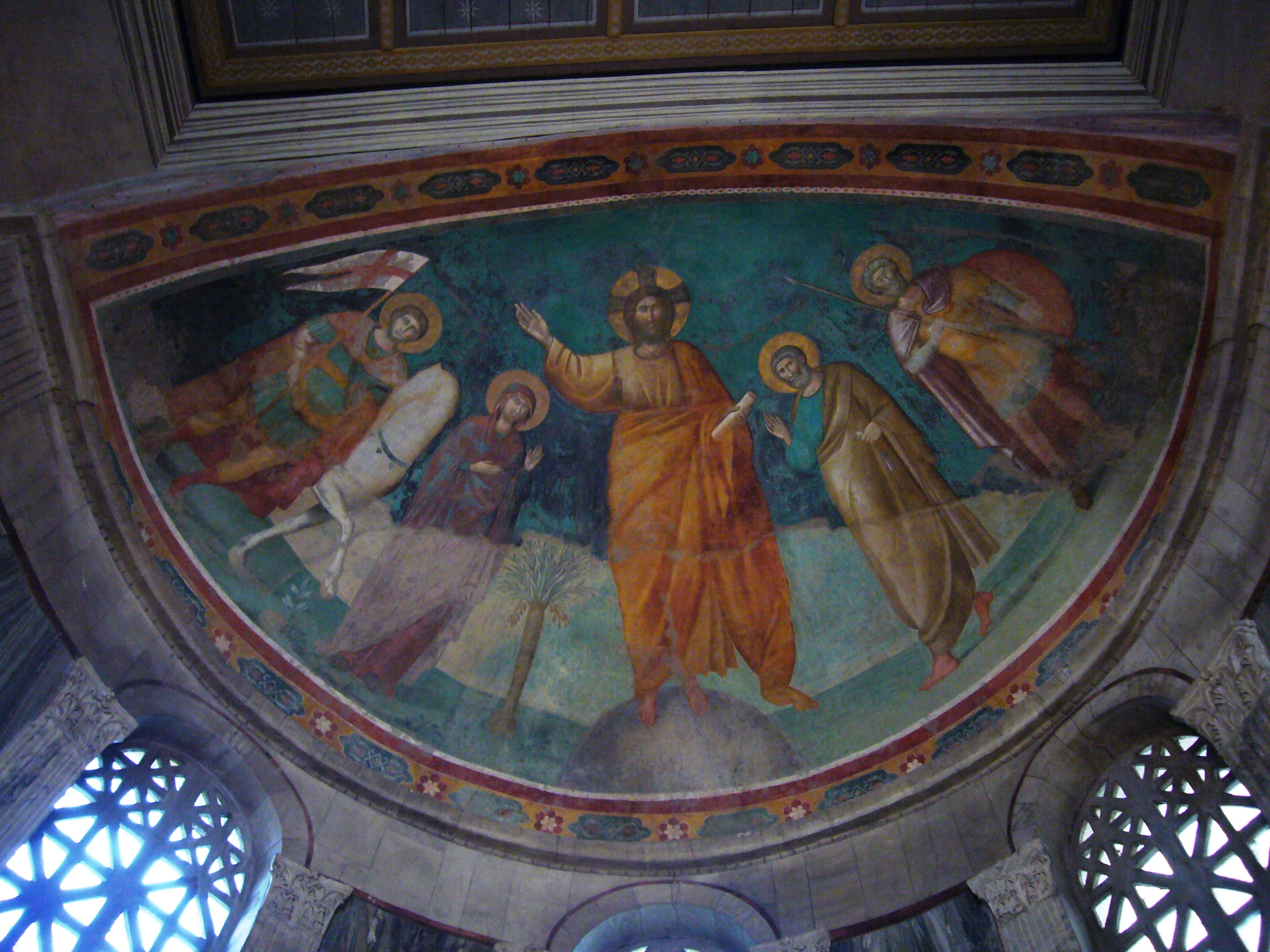
Absidfresken med Kristus omgiven av Jungfru Maria och helgonen Georg, Petrus och Sebastian.